# Swerve Strickland
 (juin 2021).
Shane Strickland (né le 30 septembre 1990 à Tacoma (Washington)) est un catcheur (lutteur professionnel) américain. Il travaille à la All Elite Wrestling, sous le nom de Swerve Strickland.
Il est aussi connu pour son travail à la EVOLVE sous le nom de Shane Strickland, la Lucha Underground sous le nom de Killshot et la World Wrestling Entertainment sous le nom de Isaiah "Swerve" Scott.

## Jeunesse
Le père de Shane Strickland est un militaire et peu de temps après la naissance de Shane, il part avec sa famille à Francfort. Sa famille retourne aux États-Unis à Mount Joy en Pennsylvanie où il fait partie des équipes de football américain, de basket-ball et d'athlétisme du Donegal High School. Après le lycée, il s'engage dans l'armée comme réserviste dans les communications.

## Carrière

### Circuit indépendant (2011-2019)
Le 17 août 2018 lors de RevPro Summer Sizzler 2018, il perd contre The Great O-Kharn.
Le 31 août 2018 lors de AAW Defining Moment, il bat Darby Allin. Le 28 septembre lors de AAW Jim Lynam Memorial Tournament Day-1, il perd contre Rey Fenix.
Le 26 octobre lors de PCW ULTRA Possessed, il conserve le titre des poids-moyens de la PCW en battant Darby Allin. Le 7 décembre lors de PCW ULTRA Believe, il remporte le PCW Heavyweight Championship en battant Penta El Zero M.

### Combat Zone Wrestling (2012–2015)
Le 8 mars 2014, lors de High Strikes, il bat Devon Moore et remporte le CZW Wired TV Championship.

### Lucha Underground (2015–2018)
Le 3 février 2016, il perd contre Johnny Mundo.
Le 1er août 2018, The Mack, Killshot & Son of Havoc battent The Rabbit Tribe et conservent les Lucha Underground Trios Championships. Le 15 août, il perd contre El Dragon Azteca Jr et ne remporte pas le Gift of the gods Championship, plus tard, il perd avec The Mack et Son of Havok contre The Reptile Tribe et perd les Trios Championships. Après le match, il porte un double stomp sur Son of Havok qui lui reprochait la perte des Trios Championship. Le 5 septembre, il bat Big Bad Steve. Après le match, il attaque Son of Havoc mais il fuira après que ce dernier lui ait arraché son masque.
Le 3 octobre, il perd contre Son of Havoc. Après le match, il attaque ce dernier et lui arrache son masque, il est ensuite annoncé que les deux hommes s'affronteront lors de Ultima Lucha IV au cours d'un Mask vs. Mask match. Le 18 octobre, Killshot perd par disqualification contre The Mack après que ce dernier se soit fait attaquer par Mil Muertes.
Le 31 octobre lors de la première partie de Ultima Lucha IV, il perd son masque contre Son of Havoc au cours d'un Mask vs Mask match. Il quitte ensuite la Lucha Underground.

### Evolve (2018–2019)
Lors de Evolve 108, il fait ses débuts à la fédération et bat Matt Riddle pour remporter le Evolve Championship. Le 12 août 2018 lors de Evolve 111, il conserve son titre en battant DJZ.
Le 28 octobre lors de Evolve 114, il perd le Evolve Championship contre Fabian Aichner. Le 15 février 2019 lors de EVOLVE 121, il perd contre Adam Cole. Le lendemain lors de EVOLVE 122, il bat A.R Fox.

### World Wrestling Entertainment (2019-2021)
Le 17 avril 2019 il signe un contrat avec la WWE et rejoint le performance center.

#### NXT et 205 Live (2019-2021)
Il dispute son premier match à NXT lors de l'épisode du 3 juillet sous le nom de Isaiah "Swerve" Scott en perdant lors du premier tour du NXT Breakout Tournament face à Cameron Grimes.
Le 15 janvier à NXT, il bat Lio Rush et Tyler Breeze lors d'un triple threat match et devient aspirant au titre cruiserweight. Lors de Worlds Collide, il perd au cours d'un Fatal-4 Way impliquant, Angel Garza; Travis Banks et Jordan Devlin au profit de ce dernier et ne remporte pas le titre cruiserweight. Le 8 juillet lors de NXT Great American Bash, il perd contre Johnny Gargano. Le 29 juillet à NXT, il bat Jake Atlas.
À la suite de cela, Scott entre en rivalité avec Santos Escobar et Legado del Fantasma. Le 31 juillet à 205 Live, il perd avec Tony Nese contre El Legado del Fantasma. Le 26 août à NXT, il perd contre Santos Escobar et ne remporte pas le NXT Cruiserweight Championship. Le 1er septembre lors de Super Tuesday, il perd avec Breezango contre Legado del Fantasma. Le 4 octobre lors de NXT Takeover 31, il perd de nouveau contre Escobar et ne remporte pas son championnat Cruiserweight.
Le 9 décembre à NXT, il perd contre Jake Atlas. Après le match, il refuse une poignée de main avec lui. La semaine suivante à NXT, il demande un match revanche contre Atlas pour le 23 décembre. La semaine suivante à NXT, il bat Atlas. Au cours de ce match, Scott adopte une attitude de heel sans pour autant effectuer un heel turn. Le 30 décembre à NXT, il perd contre Bronson Reed. Le 13 janvier 2021 à NXT, Scott et Jake Atlas perdent contre MSK lors du premier tour du tournoi Dusty Rhodes Tag Team Classic.

#### Hit Row, champion Nord-Américain de laNXTet renvoi (2021)
Le 4 mai 2021 à NXT, il bat Leon Ruff dans un Falls Count Anywhere match, aidé par une intervention d'extérieure d'AJ Francis qui fait ses débuts dans le show jaune en tant que Heel. Après le combat, les deux catcheurs sont rejoints par Ashante Adonis et Briana Brandy. La semaine suivante à NXT, un clan se forme officiellement entre les quatre Superstars, appelé Hit Row. AJ Francis change de nom pour Top Dolla et Briana Brandy pour B-Fab. Le 29 juin à NXT, il devient le nouveau champion Nord-Américain de la NXT en battant Bronson Reed, aidé par une distraction de ses trois partenaires, et remporte le titre pour la première fois de sa carrière.
Le 1er octobre à SmackDown, lors du Draft, le quartet est annoncé être officiellement transféré au show bleu. Le 12 octobre à NXT 2.0, il conserve son titre en battant Santos Escobar. Après le combat, Carmelo Hayes fait valoir son titre de vainqueur du tournoi NXT Breakout et il ne conserve pas sa ceinture, battu par ce dernier, ce qui met fin à un règne de 105 jours. Dix soirs plus tard à SmackDown, accompagnés de leurs deux équipiers, Top Dolla et lui disputent leur premier match et battent deux catcheurs locaux (Daniel Williams et Dustin Lawyer). Le 4 novembre, B-Fab est renvoyée par la compagnie. Quinze jours plus tard, ses deux partenaires et lui sont également licenciés.

### All Elite Wrestling (2022-...)

#### Débuts et champion du monde par équipes avec Keith Lee (2022-2023)
Le 6 mars 2022 à Revolution, il fait ses débuts à la All Elite Wrestling en tant que Face, sous le nom de Swerve Strickland, et signe officiellement avec la compagnie. Le 11 mars à Rampage, il dispute son premier match et bat Tony Nese. Le 25 mars à Rampage, il ne remporte pas le titre poids-lourds FTW de la ECW, battu par Ricky Starks. Après le combat, son adversaire et Powerhouse Hobbs l'attaquent, mais Keith Lee vole à son secours et forme officiellement une alliance avec lui.
Le 29 mai à Double or Nothing, les deux catcheurs ne remportent pas les titres mondiaux par équipes, battus par Jurassic Express (Jungle Boy et Luchasaurus) dans un 3-Way Tag Team match qui inclut également la Team Taz (Ricky Starks et Powerhouse Hobbs). Le 26 juin lors du pré-show à Forbidden Door, ils battent Suzuki-gun (El Desperado et Yoshinobu Kanemaru).
Le 13 juillet à Fyter Fest - Night 1, ils deviennent les nouveaux champions du monde par équipes en battant les Young Bucks et la Team Taz dans un 3-Way Tag Team match, remportent les titres pour la première fois de leurs carrières et leurs premiers titres par équipes. Le 4 septembre à All Out, ils effectuent un Tweener Turn et conservent leurs titres en battant The Acclaimed (Anthony Bowens et Max Caster). Le 21 septembre à Dynamite: Grand Slam, ils ne conservent pas leurs ceintures, battus par leurs mêmes adversaires dans un match revanche.
Le 26 octobre à Dynamite, ils battent FTR (Cash Wheeler et Dax Harwood) et deviennent aspirants no 1 aux titres mondiaux par équipes à Full Gear. Pendant le combat, il effectue un Heel Turn, car il porte un Low-Blow au second adversaire. Le 7 novembre à Full Gear, ils ne remportent pas les ceintures, rebattus par les Acclaimed. Le 21 décembre à Dynamite: Holiday Bash, son alliance avec Keith Lee se termine officiellement, car Parker Bourdreaux et Granden Goetzman, ses deux nouveaux compères, attaquent son désormais ex-partenaire et il crée son propre clan : Mogul Affiliates.

#### Mogul Embassy, rivalité avec "Hangman" Adam Page et champion du monde (2023-2024)
Le 7 avril 2023 à Rampage, il rejoint officiellement le clan de Prince Nana, The Embassy, puis les deux factions fusionnent pour devenir Mogul Embassy. Le 28 mai à Double or Nothing, il ne remporte pas le titre International, battu par Orange Cassidy dans une 21-Man Blackjack Battle Royal. Le 25 juin lors du pré-show à Forbidden Door, Mogul Embassy (Brian Cage, Toa Liona, Bishop Kaun et lui) bat Chaos (Rocky Romero, Chuck Taylor et Trent Beretta) et El Desperado dans un 8-Man Tag Team match.
Le 27 août à All In, Christian Cage et lui perdent face à Sting et Darby Allin dans un Tag Team Coffin match.
Le 1er octobre à WrestleDream, il bat "Hangman" Adam Page. Le 18 novembre à Full Gear, il rebat son même adversaire dans un Texas Death match. Le 30 décembre à Worlds End, il bat Dustin Rhodes.
Le 3 mars 2024 à Revolution, il effectue un Face Turn, mais ne remporte pas le titre mondial de la AEW, battu par Samoa Joe par soumission dans un 3-Way match qui inclut également "Hangman" Adam Page. Pendant le combat, son rival effectue un Heel Turn, car empêche l'arbitre de compter son tombé sur le catcheur samoan et le frappe avec la ceinture.
Le 21 avril à Dynasty, il devient le nouveau champion du monde en prenant sa revanche sur le Samoa Joe, remporte le titre pour la première fois de sa carrière et devient le premier catcheur afro-américain à gagner la ceinture. Le 8 mai à Dynamite, le clan Mogul Embassy est dissout, car le trio de Gates of Agony se retourne contre lui. Le 26 mai à Double or Nothing, il conserve son titre en battant Christian Cage. Le 30 juin à Forbidden Door, il conserve son titre en battant Will Ospreay et lui fait subir sa première défaite.
Le 25 août à All In, il ne conserve pas sa ceinture, battu par Bryan Danielson par soumission dans un Title vs. Career match. Treize soirs plus tard à All Out, il perd face à "Hangman" Adam Page dans un Unsanctioned Lights Out Steel Cage match.

#### Rivalités avec The Hurt Syndicate et Death Riders (2024-...)
Le 12 octobre à WrestleDream, il fait son retour après un mois d'absence, refuse l'offre de MVP de rejoindre le Hurt Syndicate et choisit de rester aux côtés de Prince Nana. Le 23 novembre à Full Gear, il perd face à Bobby Lashley par soumission technique.
Le 9 mars 2025 à Revolution, il bat Ricochet et devient aspirant no 1 au titre mondial. 
Le 6 avril à Dynasty, il ne remporte pas la ceinture, battu par Jon Moxley. Le 25 mai à Double or Nothing, The Opps (Samoa Joe, Katsuyori Shibata et Powerhouse Hobbs), Willow Nightingale, Kenny Omega et lui battent Death Riders (Jon Moxley, Claudio Castagnoli, Wheeler Yuta et Marina Shafir) et les Young Bucks dans un Anarchy in the Arena match.
Le 12 juillet à All In, Will Opsreay et lui battent les Young Bucks et font perdre leurs postes de vice-présidents exécutifs à leurs adversaires.

## Palmarès
- All Elite Wrestling
  - 1 fois champion du monde de la AEW
  - 1 fois champion du monde par équipes de la AEW - avec Keith Lee

- Combat Zone Wrestling
  - 2 fois CZW Wired TV Champion[68],[69]
  - 1 fois CZW World Heavyweight Championship

- DEFY Wrestling
  - 2 fois DEFY 8xGP Championship
- Evolve
  - 1 fois Evolve Championship

- Ground Xero Wrestling
  - 1 fois GXW Respect Championship

- Lucha Underground
  - 2 fois Lucha Underground Trios Championship avec Dante Fox et The Mack[70](1) et avec The Mack et Son of Havok(1)

- Westside Xtreme Wrestling
  - 1 fois wXw World Tag Team Championship avec David Starr[71]
  - World Tag Team League (2016) avec David Starr

- Major League Wrestling
  - 1 fois MLW World Heavyweight Championship
  - MLW World Heavyweight Title Tournament (2018)

- Pacific Coast Wrestling
  - 1 fois PCW Ultra Heavyweight Championship
  - 1 fois PCW Ultra Light Heavyweight Championship

- Pro Wrestling 2.0
  - 1 foi PW2.0 Heavyweigt Championship

- Vicious Outcast Wrestling
  - 1 fois VOW Hyper Sonic Championship

- WrestleCircus
  - 1 fois WC Ringmaster Championship [72]
  - WrestleCircus Carnival Cash-In (2017)

- World Wrestling Entertainment
  - 1 fois NXT North American Championship

## Récompenses des magazines
- Pro Wrestling Illustrated

| Année | 2013 | 2014 | 2015 | 2016 | 2017 | 2018 | 2019 | 2020 | 2021 | 2022 | 2023 | 2024 |
| ----- | ---- | ---- | ---- | ---- | ---- | ---- | ---- | ---- | ---- | ---- | ---- | ---- |
| Rang  | 435  | 340  | 340  | 258  | 227  | 221  | 246  | 191  | 185  | 82   | 112  | 2    |

## Vie privée
Il a été en couple pendant 3 ans avec une catcheuse indépendante, Jessie Elaban. Il est également papa de trois enfants : deux filles et un garçon.